# توني بيلامي
توني بيلامي (بالإنجليزية: Tony Bellamy)‏ هو موسيقي أمريكي، ولد في 12 سبتمبر 1946 في لاس فيغاس في الولايات المتحدة، وتوفي في 25 ديسمبر 2009.